# Salmoniculture

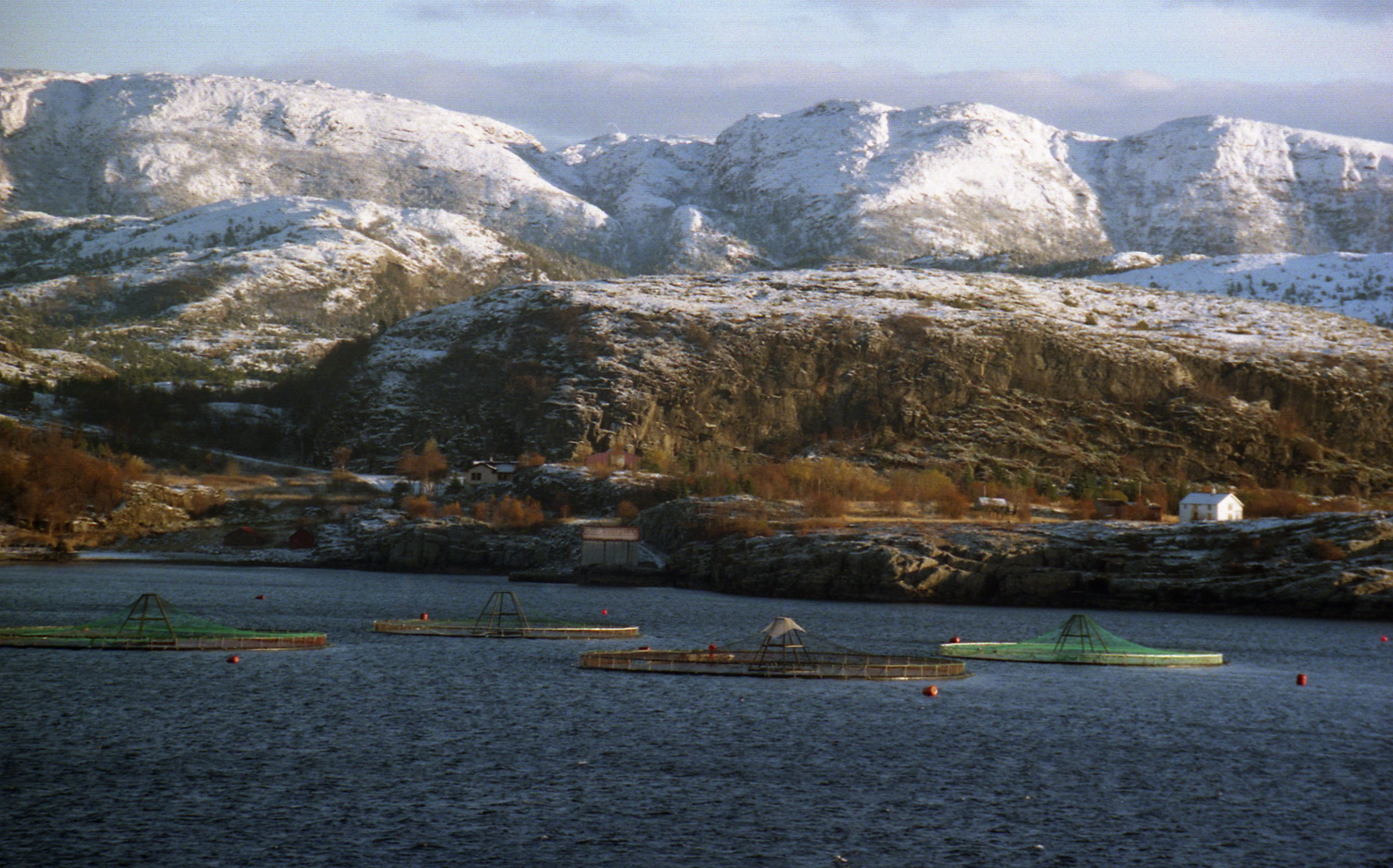
Salmoniculture marine en cage, près de Trondheim et Rørvik en Norvège. Une grande partie des saumons consommés en Europe viennent de ce pays.

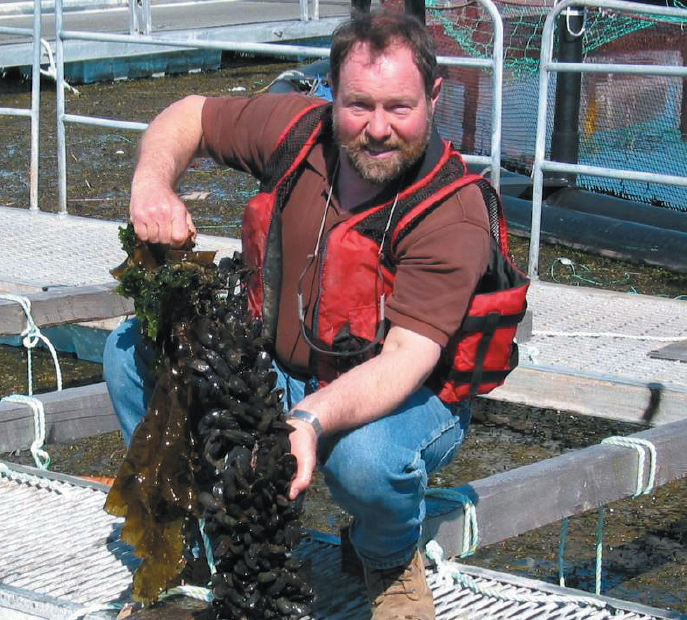
Un aquaculteur en Baie de Fundy (Canada) élevant à la fois des saumons, des algues, qui produisent de l'oxygène et absorbent les déchets des poissons, et des moules, qui stockent des métaux lourds dans leur coquille, se nourrissent des restes de nourriture en suspension et filtrent très activement l'eau de mer. C'est ce qu'on appelle la polyculture.

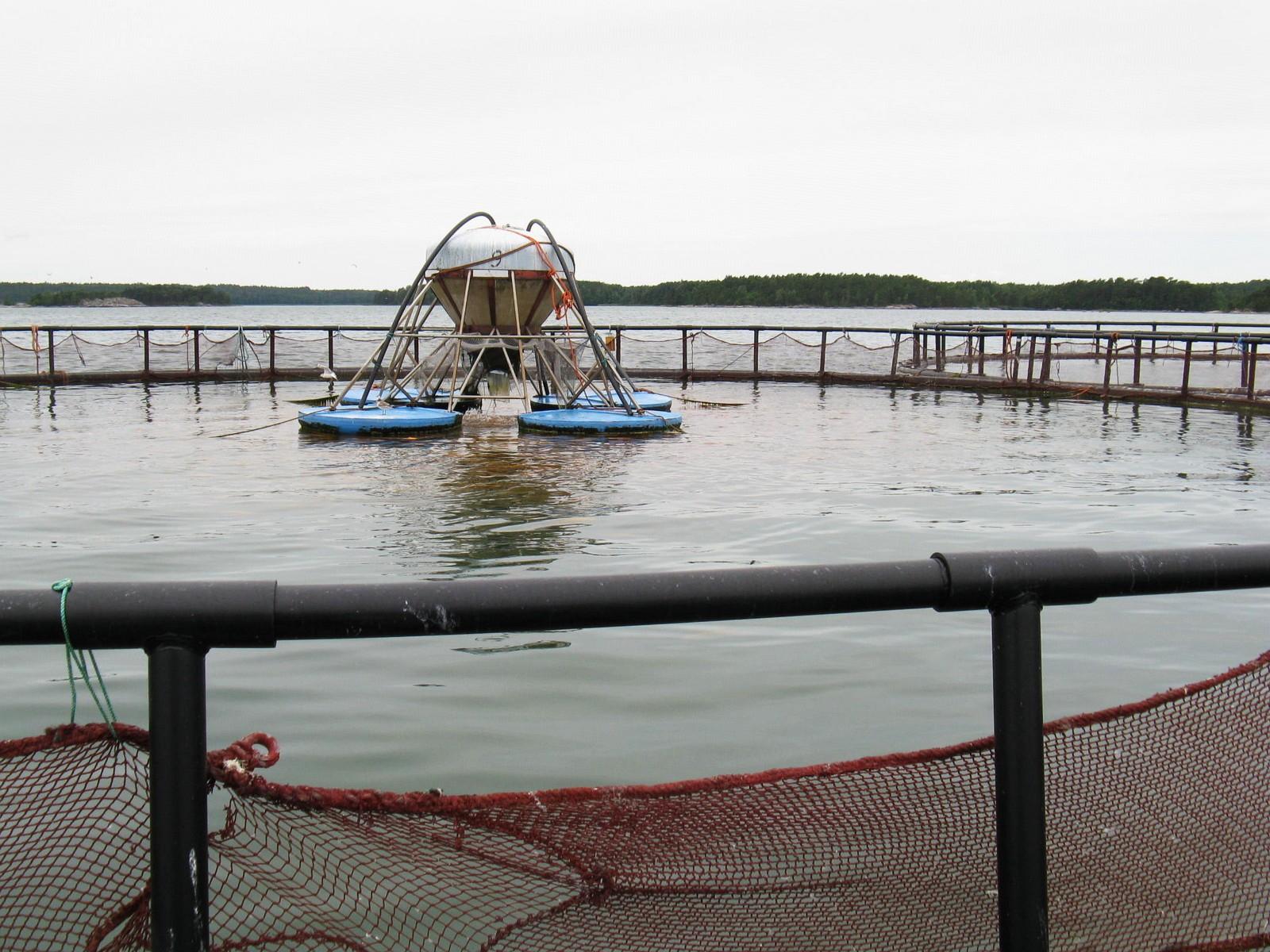
Installation de salmoniculture marine en cage en Finlande

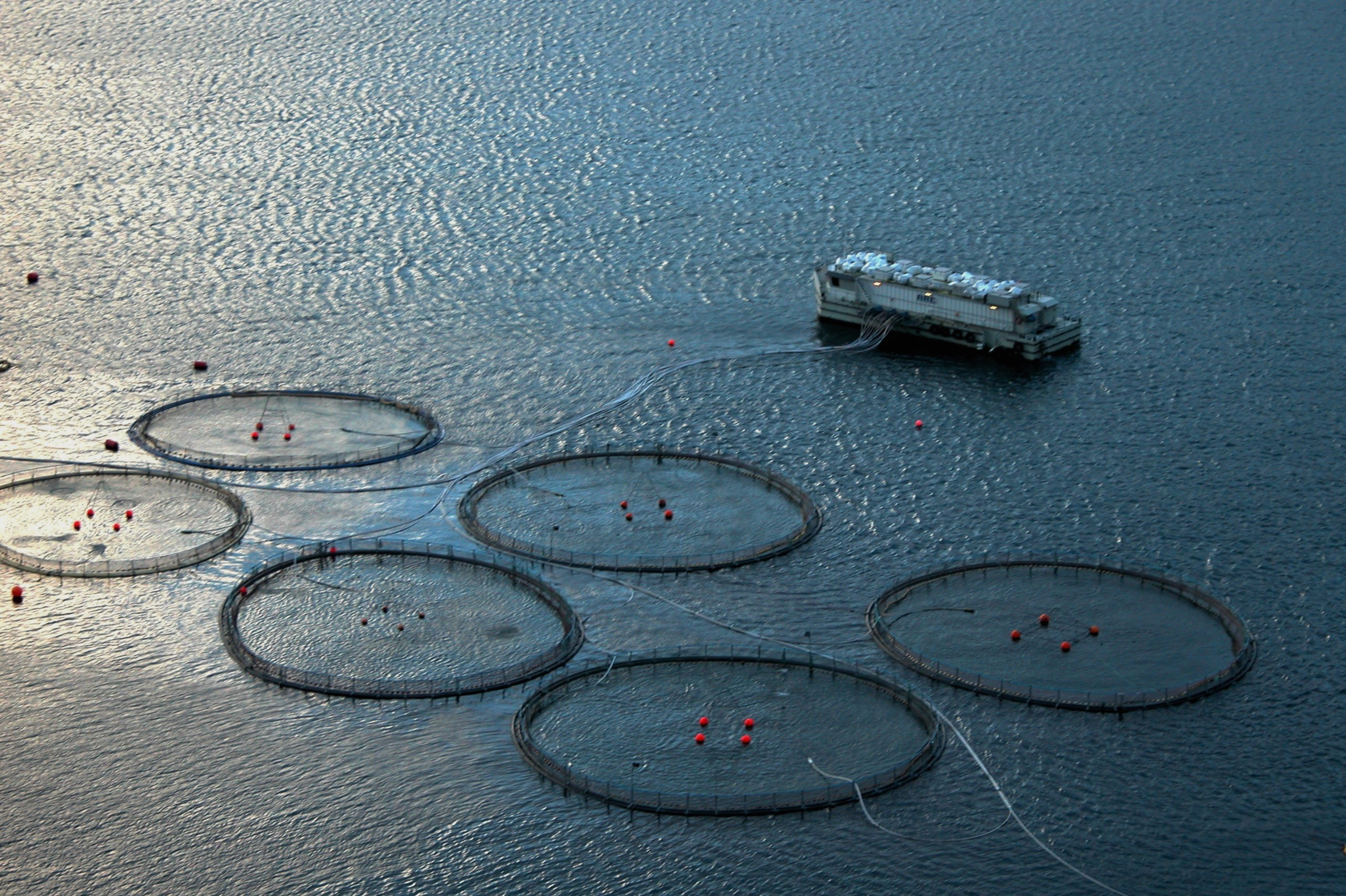
Salmoniculture en cage près de Vestmanna (« Vestmannahavn » en danois), sur les îles Féroé.

La salmoniculture est la branche de la pisciculture consacrée à l'élevage des salmonidés (truites et saumons principalement). La salmoniculture se pratique tant en eau douce qu'en eau salée, en milieu ouvert comme en milieu fermé y compris en aquaponie. Les salmonidés étant très prisés sur le plan culinaire, la salmoniculture est presque exclusivement pratiquée à destination de l'alimentation humaine. Outre l'aspect gustatif, les salmonidés représentent un intérêt nutritionnel en tant que source de protéines de qualité, pour leur richesse en oméga 3 et leur faible teneur en métaux lourds.

## Espèces concernées
Ce sont principalement :
- les saumons :
  - Salmo salar (Saumon atlantique),
  - Oncorhynchus kisutch (Saumon pacifique),
  - Oncorhynchus tshawytscha (Saumon royal) ;
- la truite :
  - Onchorynchus mykiss (truite arc-en-ciel).

## Production
Dans le monde, en 2005, environ 2 millions de tonnes de poissons ont été produites par la salmoniculture pour environ 0,9 million de tonnes issues de la pêche. En 1991, la production mondiale était estimée à 270 000 tonnes dont 63 000 t de saumon atlantique. En 1991, la Norvège (175 000 t/an et l'Écosse (38 000 t) fournissaient les 3/4 du marché mondial de saumons. Aujourd'hui, la multinationale Marine Harvest, basée en Norvège, représente plus d'un tiers de la production de saumon et de truite.
L'image du saumon norvégien a été ternie en 2011-2012 par la controverse écologique du diflubenzuron. De façon plus générale, la production de saumon d'élevage qui a remplacé ces dernières années l'alimentation des poissons en huile de poisson par des huiles végétales, est confrontée à diverses maladies (alphavirus du saumon, réovirus du saumon, isavirus, notamment au Chili) et parasites (poux de mer, notamment en Norvège) ainsi que par une présence préoccupante de PCB (polychlorobiphényle).
En France la salmoniculture marine est apparue vers 1975 pour atteindre 920 t en 1993, soit bien moins que les 40 000 t produites en eau douce. En 1991, la France a dû importer 80 000 t de saumon de pisciculture pour répondre à la demande de son marché intérieur. Depuis la pisciculture marine (dont la salmoniculture) a beaucoup progressé dans le monde, avec en 2005, environ 85 % de la salmoniculture se pratiquant en eau salée. Cette forte concurrence mondiale a entraîné un certain recul de la filière en France. La production mondiale est évaluée à 3,4 millions t en 2014.

### Saumon
En 2002, la production mondiale de saumon d'élevage était estimée à environ 1 175 000 tonnes, dont :
- Norvège : 444 000 tonnes ;
- Chili : 376 000 tonnes ;
- Royaume-Uni : 133 000 tonnes ;
- Canada : 114 000 tonnes ;
- Îles Féroé : 42 000 tonnes.

Par comparaison, en 2002, la pêche de saumon représentait un total de 812 000 tonnes. En 1980, la production de saumon d'élevage s'établissait à environ 15 000 tonnes.

### Truite
En 2002, la production mondiale de truite d'élevage était estimée à environ 567 000 tonnes, contre environ 150 000 tonnes en 1980.

## Les techniques de salmoniculture
Elles ont beaucoup évolué depuis la fin du XXe siècle.
- Les salmoniculteurs savent maitriser la période de smoltification des saumons, uniquement par contrôle de la photopériode, en les exposant à une lumière artificielle. Ceci leur permet d'obtenir des smolts en automne au lieu du printemps, et de pouvoir les transférer en élevages marins plus tôt[9], ce qui laisse penser que la pollution lumineuse pourrait peut-être aussi dans leurs environnement les perturber.
- Ils savent aussi provoquer une triploïdisation[10] des poissons (alternative à la production de population dite monosexe femelle, c'est-à-dire uniquement constituées de femelles) par traitement hormonal (exemple : méthyltestostérone à 3 mg/kg d'aliments durant 700 degrés jours à partir du début de l'alimentation)[11].
- Ils nourrissent les saumons avec de la farine de poisson et des additifs alimentaires comme la canthaxanthine ou l’astaxanthine de synthèse qui donnent une chair de saumon plus rose que celle gris-rosée du saumon sauvage qui vient de son alimentation en petites crevettes et petits poissons contenant comme pigment naturel l’astaxanthine[12].
- Des vaccins permettent de limiter les risques d'épidémies et une moindre utilisation de médicaments vétérinaires.
- une filière Aquaculture biologique se développe.
- Depuis les années 1980, des projets plus ou moins aboutis, d'élevage en mer (sea ranching[13]) d'élevage sélectif, ou d'élevages basés sur certains comportements instinctifs du saumon, ou la possibilité de conditionnement opérant ou en cours de test d'élevage extensif en semi-liberté ou liberté (« Salmon ranching » pour les anglophones) existent également[14]. S'ils sont maitrisés, si les impacts de la recherche de la nourriture apportée par l'Homme (farine de poisson en particulier[15]) sont diminués, et si ces formes d'élevage n'entrent pas en conflit avec la protection des populations naturelles, ils pourraient présenter certains avantages génétiques et biologiques (les poissons continuant même - dans le cas d'élevages ouverts (en projets ou tests pour plusieurs espèces marines) - à subir la sélection naturelle, et étant moins exposés au risque d'épidémies ou d'attaques de méduses parce que n'étant plus concentrés dans une cage.

## Recyclage des déchets
Une grande quantité d'éléments nutritifs sont perdus par les élevages de saumons sous forme de produits d'expiration, d'excrétats, d'urine, d'excréments et de nourriture non consommée. Les nutriments rejetés dans les eaux côtières norvégiennes correspondent selon une évaluation récente à une valeur de 6 milliards de couronnes norvégiennes (NOK) perdus chaque année, qui pourrait être pourtant utilisés pour une production biologique complémentaire. Un projet norvégien d'aquaculture multitrophique intégrée (IMTA pour Integrated multi-trophic aquaculture) conduit par le Pr Kjell Inge Reitan de l'Université norvégienne de Science et Technologie (NTNU) et soutenu par le Conseil norvégien de la recherche dans le cadre d'une initiative sur la production marine durable propose de cultiver des moules et kelp sous les saumons.

### Vidéographie
- INA Projet d'aquaculture salmonicole sur 400 ha devant Pleumeur Bodou, qui a soulevé une vive polémique, émission télévisée diffusée le 15 juil. 1973 ; Archives INA